# Khalil Khamis (calciatore 1992)
Khaleil Khameis Salem Mohamed Almazrouei, noto semplicemente come Khalil Khamis (in arabo  خليل خميس‎?; Fujaira, 15 luglio 1992), è un calciatore emiratino, centrocampista del Sharjah.

## Carriera
Ha giocato nella prima divisione emiratina.